# Monolena
Monolena là chi thực vật có hoa trong họ Mua.